# Teulada (Spanyolország)
Teulada község Spanyolországban, Alicante tartományban. Lakosainak száma 12 834 fő (2024). Teulada Benissa, Dénia, Gata de Gorgos, Benitachell / El Poble Nou de Benitatxell és Xàbia községekkel határos.

## Testvértelepülések
- Teulada

## Népesség
A település lakosságának változását az alábbi diagram mutatja:
| Lakosok száma | 10 010 | 11 060 | 12 745 | 14 620 | 14 722 | 11 824 | 10 654 | 11 112 | 11 466 | 12 834 |
|               | 2001   | 2004   | 2006   | 2009   | 2011   | 2014   | 2016   | 2019   | 2021   | 2024   |